# Der geheime Garten (2020)
Der geheime Garten (Originaltitel: The Secret Garden) ist ein britisches Fantasy-Filmdrama aus dem Jahr 2020. Der Film beruht auf dem gleichnamigen Roman von Frances Hodgson Burnett, Regie führte Marc Munden, die Hauptrollen übernahmen Dixie Egerickx, Colin Firth und Julie Walters.

## Handlung
Die junge Mary Lennox wird 1947 in einem Haus in Indien verlassen aufgefunden, nachdem ihre Eltern an der Cholera gestorben sind, und von den Behörden zu ihrem Onkel Lord Archibald Craven nach Yorkshire geschickt, der mit Grace verheiratet war, der Zwillingsschwester von Marys Mutter. Die Reise durch England macht sie mit der strengen Mrs. Medlock, Lord Cravens Haushälterin. Mary wird angewiesen, das Haus nicht zu erkunden und in ihrem Zimmer zu bleiben. Diese Geheimnistuerei weckt Marys Neugier nur noch mehr, doch das triste Leben nach der glücklichen Zeit in Indien macht ihr sehr zu schaffen.
Tagsüber erkundet sie das Anwesen und den nahe gelegenen Wald. Dabei lernt sie einen streunenden Hund kennen, den sie Jemima nennt. Nachts hört sie immer wieder heftiges Schreien und Weinen in den Korridoren. Auf der Suche nach der Ursache findet sie Colin, Lord Cravens bettlägerigen Sohn, von allen für todkrank gehalten. Colin begegnet ihr sehr schroff und abweisend. Während er unter dem Verlust seiner liebenden Mutter leidet, ist Mary davon überzeugt, von ihrer Mutter nicht geliebt worden zu sein und sogar an ihrem Tod schuld zu sein.
Beim Spiel mit Jemima entdeckt Mary im Wald eine hohe Mauer, hinter der sich ein geheimnisvoller, geradezu paradiesischer Garten versteckt. Als Jemima kurz darauf in ein Tellereisen gerät und sich eine Pfote verletzt, läuft sie vor Mary davon. Erst bei der nächsten Erkundung des geheimen Gartens sieht Mary sie wieder.
Auf dem Anwesen besucht Mary erneut Colin, der behauptet, einen Buckel zu haben wie sein Vater und deshalb nicht laufen zu können. Mary bringt Colin in seinem Rollstuhl zum ersten Mal in einen von ihr zuvor entdeckten geheimen Raum im Haus mit den Bildern und Kleidern seiner Mutter. Colin sträubt sich, er will seiner Mutter nicht einmal emotional begegnen. Als er aus seinem Rollstuhl auf den Boden fällt, teilt Mary ihm mit, dass er keinen Buckel habe, sein Rücken sei vollkommen normal.
Im Moor trifft Mary auf Dickon, den Bruder ihrer Haushälterin Martha. Dickon kennt den streunenden Hund bereits und bietet Mary an, die verletzte Pfote zu versorgen. Da der Hund ein Rüde ist, nennen sie ihn nun Hector. Nachdem sie Hectors Wunde in einem Bach im geheimen Garten gereinigt haben, heilt sie überraschend schnell. Nach dieser Erfahrung nehmen sie sich vor, Colin in den Garten zu bringen, da sie erwarten, dass auch seine Lähmung dort heilen wird. Gemeinsam bringen sie ihn aus dem Haus, doch Colin weigert sich weiterhin, sich seinen Erinnerungen zu stellen. Später lässt er sich aber in dem Bach baden und gewinnt ein Stück seiner Beweglichkeit zurück.
Als Mary später wegen ihrer Eigenmächtigkeiten im Zimmer eingesperrt wird, entdeckt sie dort versteckte Briefe ihrer Mutter an Grace, aus denen eindeutig hervorgeht, dass sie von ihrer Mutter sehr geliebt wurde und nur deren Krankheit zwischen ihnen stand. Sie zeigt Colin und Dickon die Briefe, und sie lesen sie einander vor – am Lieblingsort der zwei Frauen, einem ausladenden Baum im geheimen Garten, wo Grace gestorben ist.
In der letzten Nacht, bevor Mary in ein Internat abgeschoben werden soll, setzt der deprimierte und abgelenkte Lord Craven versehentlich seinen Schreibtisch in Brand, das Feuer breitet sich langsam über die Flure aus. Am nächsten Morgen sehen Mary, Dickon und Colin vom Garten aus den Rauch. Mary findet im brennenden Haus den verzweifelten Lord auf der Suche nach Colin und teilt ihm mit, dass Colin draußen auf ihn wartet. Lord Craven und Mrs. Medlock werden von Mary und Dickon zu Colin in den geheimen Garten gebracht, der ihnen auf einen Stock gestützt mühsam entgegenläuft und dann seinem Vater in die Arme fällt. Nun erkennen die Erwachsenen, dass Marys entschlossenes Vorgehen alle Wunden der Familie geheilt hat. Lord Craven lässt das ausgebrannte Anwesen wieder aufbauen.

## Produktion
Ein Teil des Films wurde in Yorkshire gedreht, ein anderer in den Iford Manor Gardens in Wiltshire und in den Bodnant Gardens in der Nähe von Conwy in Wales, die vom National Trust verwaltet werden. Dies ist das zweite Mal, dass Colin Firth in einer Verfilmung von The Secret Garden mitspielt; die andere wurde 1987 als Fernsehfilm veröffentlicht.

## Veröffentlichung
The Secret Garden sollte ursprünglich am 3. April 2020 von StudioCanal UK veröffentlicht werden, aber zwei Wochen vor der Veröffentlichung wurde der Termin wegen der COVID-19-Pandemie auf den 14. August 2020 verschoben. Im August 2020 erwarb Sky Limited die britischen Vertriebsrechte und veröffentlichte ihn im Vereinigten Königreich im Kino und auf den Sky Cinema-Kanälen am 23. Oktober 2020. STX Entertainment vertrieb den Film über Premium VOD am 7. August 2020.

## Rezeption
Bei Rotten Tomatoes hat der Film eine Zustimmungsrate von 66 Prozent basierend auf 88 Kritiken, mit einer durchschnittlichen Bewertung von 6,16/10.
Auf Metacritic hat der Film eine gewichtete Durchschnittsnote von 59/100, basierend auf 20 Kritikern, was auf „gemischte oder durchschnittliche Kritiken“ hinweist.
„Man darf aber davon ausgehen, dass das neueste Remake des Bestsellers nicht den Kult-Status der oben zitierten Filme erlangen wird. Es bietet gepflegte Unterhaltung – nicht weniger, aber auch nicht mehr“, schrieb Marc Hairapetian in der Frankfurter Rundschau, der die Verfilmung mit vorherigen verglich.